# Amalie Christie
Amalie Christie (* 21. Dezember 1913 in Vang (Hedmark); † 4. März 2010 in Bærum) war eine norwegische klassische Pianistin, Klavierpädagogin und Anthroposophin.

## Leben und Werk
Amalie Christie stammte aus einem gehobenen Elternhaus. Vater Werner Hosewinckel Christie (1877–1927) war Agrarwissenschaftler und Hochschulprofessor. Ihre Mutter war Baronin Karen Amalie (1886–1952) aus dem norwegisch-dänischen Adelsgeschlecht Wedel-Jarlsberg. Ihre Brüder Johan und Werner Christie waren Generäle der norwegischen Armee.
Amalie Christie studierte an der Musikhochschule Berlin und debütierte 1938 als Pianistin in Oslo. Sie gab zahlreiche Konzerte in Norwegen, Ungarn und der Schweiz. Außerdem veröffentlichte sie Bücher über Beethoven und über Musikpädagogik.
Amalie Christie bekämpfte lebenslang totalitäre Ideologien. Während des Zweiten Weltkriegs wandte sie sich entschieden gegen die Deportation jüdischer Menschen aus Norwegen. Nach diesem Krieg trat sie gegen Todesurteile oder deren Vollstreckung gegenüber wegen Hochverrats verurteilten Personen ein.
Sie trat auch als Gegnerin von Popmusik in Erscheinung. Weithin bekannt wurde sie in diesem Zusammenhang in einer Fernsehdebatte, in der sie die Niveaulosigkeit und Vulgarität des norwegischen Beitrags Oj, Oj, Oj, Så Glad Jeg Skal Bli („Ui, Ui, Ui, ich werde so glücklich sein“) für den Eurovision Song Contest 1969 brandmarkte. Diese Debatte mit Songschreiber Arne Bendiksen und weiteren Pop-Sängerinnen und -Sängern eskalierte. Amalie Christie musste schließlich mit Riechsalz behandelt werden. Die Interpretin des umstrittenen Musikbeitrages Kirsti Sparboe landete mit einem Punkt auf dem letzten Platz dieses Song-Contests in Madrid. Der Pianist, Komponist und Schriftsteller Ketil Bjørnstad erhielt bei Christie seine klassische Klavierausbildung.
Amalie Christie war von 1944 bis 1947 mit dem Pianisten Robert Riefling verheiratet. Anschließend war sie mit dem Anthroposophen Dan Lindholm bis zu dessen Tod im Jahr 1998 verheiratet.